# هنتر بيشوب
هنتر بيشوب (بالإنجليزية: Hunter Bishop)‏ هو لاعب كرة قاعدة أمريكي، ولد في 25 يونيو 1998 في سان كارلوس في الولايات المتحدة.

## وصلات خارجية
- هنتر بيشوب على موقع دوري كرة القاعدة الرئيسي (الإنجليزية)
- هنتر بيشوب على موقعبيزبول رفرنس.كوم (الدوري الثانوي) (الإنجليزية)
- هنتر بيشوب على موقع إي إس بي إن.كوم (أم.أل.بي) (الإنجليزية)